# 溫菲爾德鎮區 (愛荷華州斯科特縣)
溫菲爾德鎮區（英語：Winfield Township）是位於美國愛荷華州斯科特縣的一個行政鎮區。

## 地方資料
根據2010年美國人口普查的數據，溫菲爾德鎮區的面積為84.89平方千米，當中陸地面積為84.85平方千米，而水域面積為0.04平方千米。當地共有人口1479人，而人口密度為每平方千米17.42人。